# Зіґберт Тарраш
Зіґберт Тарраш (нім. Siegbert Tarrasch, 5 березня 1862, Бреслау  — 17 лютого 1934, Мюнхен)  — один з найвизначніших шахістів і теоретиків шахів в історії. Найактивніший послідовник позиційної школи Стейніца.

## Біографія
Народився в заможній німецькомовній єврейській родині (в ті роки Бреслау, нині Вроцлав, був частиною Німеччини). Закінчив Елізабет-гімназію. Вивчав медицину та багато років практикував як лікар у Нюрнберзі, потім у Мюнхені. Згодом цілком присвятив себе практичній і теоретичній шаховій діяльності. Значно доповнив і переробив учення Стейніца. Автор численних книг про шахи. Основна праця  — «300 шахових партій», де викладені, в доступній для звичайних людей формі, принципи позиційної гри. Доктор Тарраш (саме так його всі й називали) фактично поставив хрест на шахах як на азартній грі. З приходом Тарраша шахи стали на наукову основу, а «доктор» став першим «всесвітнім учителем». 
Як і в кожного вченого, у Тарраша з'явилися й свої «вороги». Найвідомішим з них був Арон Німцович, який постійно критикував Тарраша та навішував на нього всілякі принизливі ярлики. З подачі Німцовича Тарраш увійшов в історію як «педантичний догматик, нездатний зрозуміти віянь нової шахової думки». 
Тарраш не був шаховим професіоналом і до боротьби за титул чемпіона світу ставився легковажно. У найкращі свої роки віддавав перевагу медицині й грав лише під час відпустки. Попри це, журналісти надали йому звання «Чемпіон Європи».

## Турнірні та матчеві результати
| Рік  | Найменування турніру                                                      | +    | -   | =    | Очки            | Місце |
| ---- | ------------------------------------------------------------------------- | ---- | --- | ---- | --------------- | ----- |
| 1885 | Гамбург, IV конгрес Німецького шахового союзу                             | 11   | 5   | 1    | 11½ з 17        | 2-6   |
| 1887 | Франкфурт-на-Майні, V конгрес Німецького шахового союзу                   | 11   | 7   | 2    | 12 з 20         | 5-6   |
| 1888 | Нюрнберг, турнір німецьких майстрів (двоколовий)                          |      |     |      | 6 з 10          | 1     |
| 1889 | Лейпциг, турнір німецьких майстрів                                        |      |     |      | 2 з 7           | 7     |
|      | Бреславль, VI конгрес Німецького шахового союзу                           | 9    | 0   | 8    | 13 з 17         | 1     |
| 1890 | Манчестер, V конгрес Британської шахової асоціації                        |      |     |      | 15½ з 19        | 1     |
| 1892 | Дрезден, VII конгрес Німецького шахового союзу                            | 9    | 1   | 6    | 12 з 16         | 1     |
| 1893 | Петербург, матч проти М. Чигоріна                                         | 9    | 9   | 4    | 11 з 22         |       |
|      | Нюрнберг, матч проти К. Вальбродта                                        | 7    | 0   | 1    | 7½ з 8          |       |
| 1894 | Лейпциг, IX конгрес Німецького шахового союзу                             | 13   | 3   | 1    | 13½ з 17        | 1     |
| 1895 | Гастінгс, міжнародний турнір                                              | 12   | 4   | 4    | 14 з 21         | 4     |
| 1896 | Нюрнберг, міжнародний турнір                                              | 9    | 3   | 6    | 12 з 18         | 3-4   |
|      | Будапешт, міжнародний турнір                                              | 4    | 4   | 4    | 6 з 12          | 8     |
| 1898 | Відень, міжнародний турнір (двоколовий) Матч за 1-е місце Г. Н. Пільсбері | 21 2 | 2 1 | 13 1 | 27½ з 36 2½ з 4 | 1     |
| 1902 | Монте-Карло, міжнародний турнір (двоколовий)                              | 11   | 5   | 3    | 12½ з 19        | 5-7   |
| 1903 | Монте-Карло, міжнародний турнір (двоколовий)                              | 17   | 3   | 6    | 20 з 26         | 1     |
| 1905 | Остенде, міжнародний турнір (двоколовий)                                  | 14   | 4   | 8    | 18 з 26         | 2-3   |
|      | Нюрнберг, матч проти Ф. Маршалла                                          | 8    | 1   | 8    | 12 з 17         |       |
| 1906 | Нюрнберг, XV конгрес Німецького шахового союзу                            | 3    | 4   | 9    | 7½ з 16         | 9-11  |
| 1907 | Остенде, міжнародний турнір (чотирикруговий)                              | 8    | 3   | 9    | 12½ з 20        | 1     |
| 1908 | Дюссельдорф — Мюнхен, матч проти Ем. Ласкера на першість світу            | 3    | 8   | 5    | 5½ з 16         |       |
| 1910 | Гамбург, XVII конгрес Німецького шахового союзу                           | 5    | 5   | 6    | 8 з 16          | 9-10  |
| 1911 | Сан-Себастьян, міжнародний турнір                                         | 3    | 2   | 9    | 7½ з 14         | 5-7   |
|      | Кельн, матч проти К. Шлехтера                                             | 3    | 3   | 10   | 8 з 16          |       |
| 1912 | Сан-Себастьян, міжнародний турнір (двоколовий)                            |      |     |      | 11½ з 20        | 4     |
|      | Бреславль, XVIII конгрес Німецького шахового союзу                        | 9    | 4   | 4    | 11 з 17         | 4-5   |
| 1914 | Петербург, міжнародний турнір попередній фінал                            | 4 1  | 1 5 | 5 2  | 6½ з 10 2 з 8   | 2 4   |
|      | Мангейм, XIX конгрес Німецького шахового союзу                            | 4    | 4   | 3    | 5½ з 11         | 8-9   |
| 1916 | Берлін, матч проти Ж. Мізеса                                              | 7    | 2   | 4    | 9 з 13          |       |
|      | Берлін, матч проти Ем. Ласкера                                            | 0    | 5   | 1    | ½ з 6           |       |
| 1918 | Берлін, турнір гросмейстерів (двоколовий)                                 | 0    | 3   | 3    | 1½ з 6          | 4     |
| 1920 | Гетеборг, міжнародний турнір                                              | 5    | 3   | 5    | 7½ з 13         | 4-7   |
|      | Берлін, міжнародний турнір                                                | 4    | 4   | 1    | 4½ з 9          | 5-7   |
| 1922 | Бад песто, міжнародний турнір                                             | 5    | 6   | 7    | 8½ з 18         | 9-11  |
|      | Гастінгс, міжнародний турнір (двоколовий)                                 | 1    | 3   | 6    | 4 з 10          | 5     |
|      | Тепліц-Шенау, міжнародний турнір                                          | 1    | 4   | 8    | 5 з 13          | 11-13 |
|      | Відень, міжнародний турнір                                                | 6    | 2   | 6    | 9 з 14          | 4-6   |
| 1923 | Карлсбад, 3-й міжнародний турнір                                          | 5    | 6   | 6    | 8 з 17          | 11    |
|      | Острава Моравська, міжнародний турнір                                     |      |     |      | 6½ з 13         | 7-8   |
|      | Трієст, міжнародний турнір                                                | 5    | 2   | 4    | 7 з 11          | 4     |
| 1924 | Меран, міжнародний турнір                                                 | 2    | 3   | 8    | 6 з 13          | 10    |
| 1925 | Баден-Баден, міжнародний турнір                                           | 3    | 8   | 9    | 7½ з 20         | 16-17 |
|      | Бреславль, XXIV конгрес Німецького шахового союзу                         | 1    | 5   | 5    | 3½ з 11         | 10    |
| 1926 | Земмеринг, міжнародний турнір                                             | 8    | 5   | 4    | 10 з 17         | 6-7   |
| 1927 | Лондон, турнір націй (I Олімпіада)                                        | 4    | 2   | 9    | 8½ з 15         |       |
| 1928 | Бад-Кіссінген, міжнародний турнір                                         | 0    | 3   | 8    | 4 з 11          | 11    |

Тарраш автор захисту Тарраша й варіанта Тарраша у французькому захисті.

## Особисте життя
Тарраш був одружений з Ганною Розалією нар. Рудольф (1865 — 1940). Вони мали п'ятеро дітей, три хлопчики і дві дівчинки. Пауль (15 квітня 1892  — 9 вересня 1912, Гамбург), Фрідріх («Фріц») Макс (11 березня 1888  — 14 травня 1915), Ганс Ріхард (6 липня 1890 — 1916). 1924 року розлучився зі своєю першою дружиною й одружився з Гертрудою нар. Шредер (1892 — 1966). 28 травня 1909 хрестився . 

## Книги
- «Триста партій» 1895
- «Сучасна шахова партія» 1912
- «Шахи» 1931